# 박준형 (야구 선수)
박준형(1999년 3월 7일 ~ )은 KBO 리그 키움 히어로즈의 포수이다.

## 키움 히어로즈시절
2024년에 입단하였다. 2024년 3월 27일 NC 다이노스와의 경기에 출전하며 데뷔 첫 경기를 치렀다.

## 출신 학교
- 화순초등학교
- 화순중학교(전학) → 무등중학교
- 광주제일고등학교